# La Chapelle-Iger
La Chapelle-Iger é uma comuna francesa localizada na região administrativa da Île-de-France, no departamento Sena e Marne. A comuna possui 134 habitantes segundo o censo de 1990.